# إيرول زينولاهو
إرول زينولا (بالألمانية: Eroll Zejnullahu) هو لاعب كرة قدم كوسوفي محترف ولد في 19 أكتوبر 1994 في برلين، ألمانيا. يلعب كلاعب وسط مهاجم لنادي نيترا في دوري السوبر السلوفاكي. 

## روابط خارجية
- إيرول زينولاهو على موقع قاعدة بيانات كرة القدم.إي يو (الإنجليزية)
- إيرول زينولاهو على موقع ناشيونال فوتبول تيمز (الإنجليزية)
- إيرول زينولاهو على موقع Soccerway.com (الإنجليزية)
- إيرول زينولاهو على موقع عالم كرة القدم.نت (الإنجليزية)